# 斎藤憲二
斎藤 憲二（さいとう けんじ、1961年〈昭和36年〉5月3日 - ）は、群馬県出身の日本の外交官。
アジア大洋州局中国・モンゴル第一課地域調整官などを経て、2023年9月から在青島総領事を務める。

## 略歴
- 1983年8月 - 京都外国語大学英米語学科中退
- 1983年10月 - 在バングラデシュ日本国大使館 派遣員（1986年9月まで）
- 1986年10月 - 外務省入省
- 2004年10月 - 在アフガニスタン日本国大使館 二等書記官
- 2005年10月 - 在アフガニスタン日本国大使館 一等書記官
- 2006年9月 - 在ドバイ日本国総領事館 領事
- 2011年3月 - 大臣官房人事課 課長補佐
- 2013年9月 - 大臣官房広報文化外交戦略課IT広報室 首席事務官
- 2014年4月 - 大臣官房広報文化外交戦略課（IT広報室）首席事務官
- 2015年3月 - 領事局旅券課 首席事務官
- 2016年11月 - 在重慶日本国総領事館 領事
- 2021年7月 - アジア大洋州局中国・モンゴル第一課地域調整官
- 2023年9月 - 在青島日本国総領事館 総領事